# Saint-Simon (Charente)
Saint-Simon è un comune francese di 209 abitanti situato nel dipartimento della Charente, nella regione della Nuova Aquitania.

## Società

### Evoluzione demografica
Abitanti censiti